# Чачо
Едуардо Гонзалес Валињо, звани Чачо (Коруња, 14. април 1911 – Коруња, 21. октобар 1979) био је шпански фудбалер. Током каријере играо је за Атлетико из Мадрида (1934–1936) и Депортиво из Ла Коруње (1927–1934, 1936–1946).
Касније је тренирао Депортиво, а статуа подигнута у његово име налази се поред стадиона Риазор.

## Репрезентација
Постигао је 7 голова за фудбалску репрезентацију Шпаније у само 3 утакмице, делом захваљујући извлачењу од 6 голова против Бугарске 21. маја 1933, у победи од 13 : 0. Његов наредни гол за репрезентацију постигао је у Иберијском дербију 11. марта 1934, када је постигао први погодак за Шпанију у победи од 9 : 0. Такође је учествовао на Светском првенству у фудбалу 1934.